# 比拉河 (艾達爾河左支流)
比拉河（俄语：Белая），是東歐的河流，流經俄羅斯沃羅涅日州和烏克蘭盧甘斯克州，屬於艾達爾河的左支流，河道全長75公里，流域面積1,345平方公里。